# Kaulon
Kaulon ou Kaulonia (grec ancien : Καυλών) est une cité grecque de la Grande-Grèce sur le littoral de la mer Ionienne située sur le territoire de Monasterace, en ville métropolitaine de Reggio de Calabre. La ville de Caulonia distante de quinze kilomètres tire son nom de cette cité grecque.

## Histoire

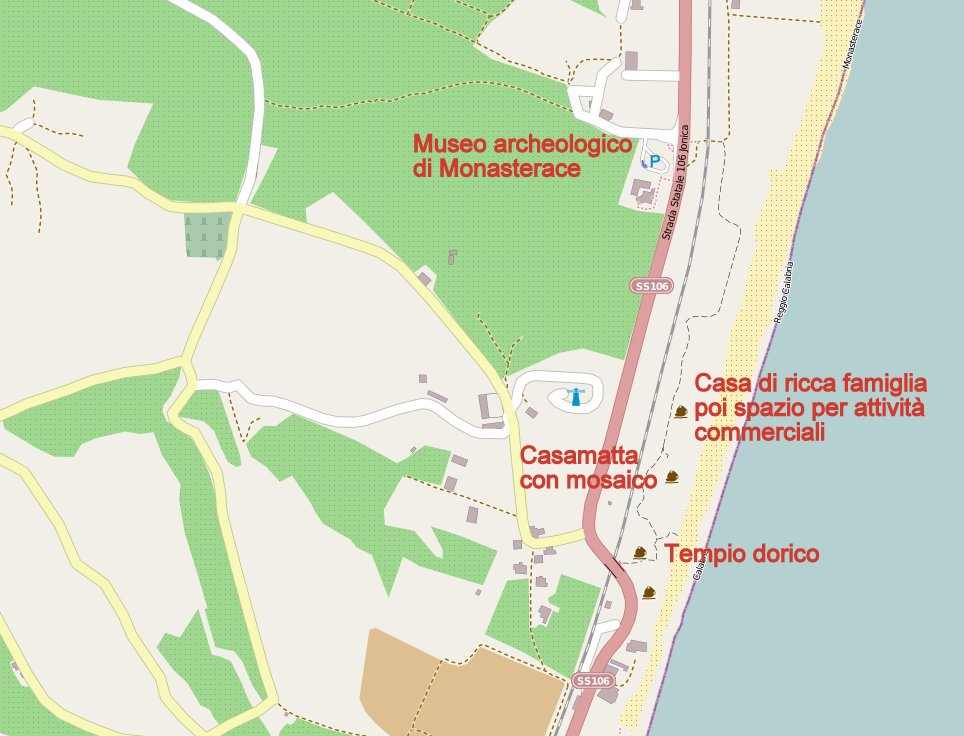
Le plan du site archéologique de Kaulon.

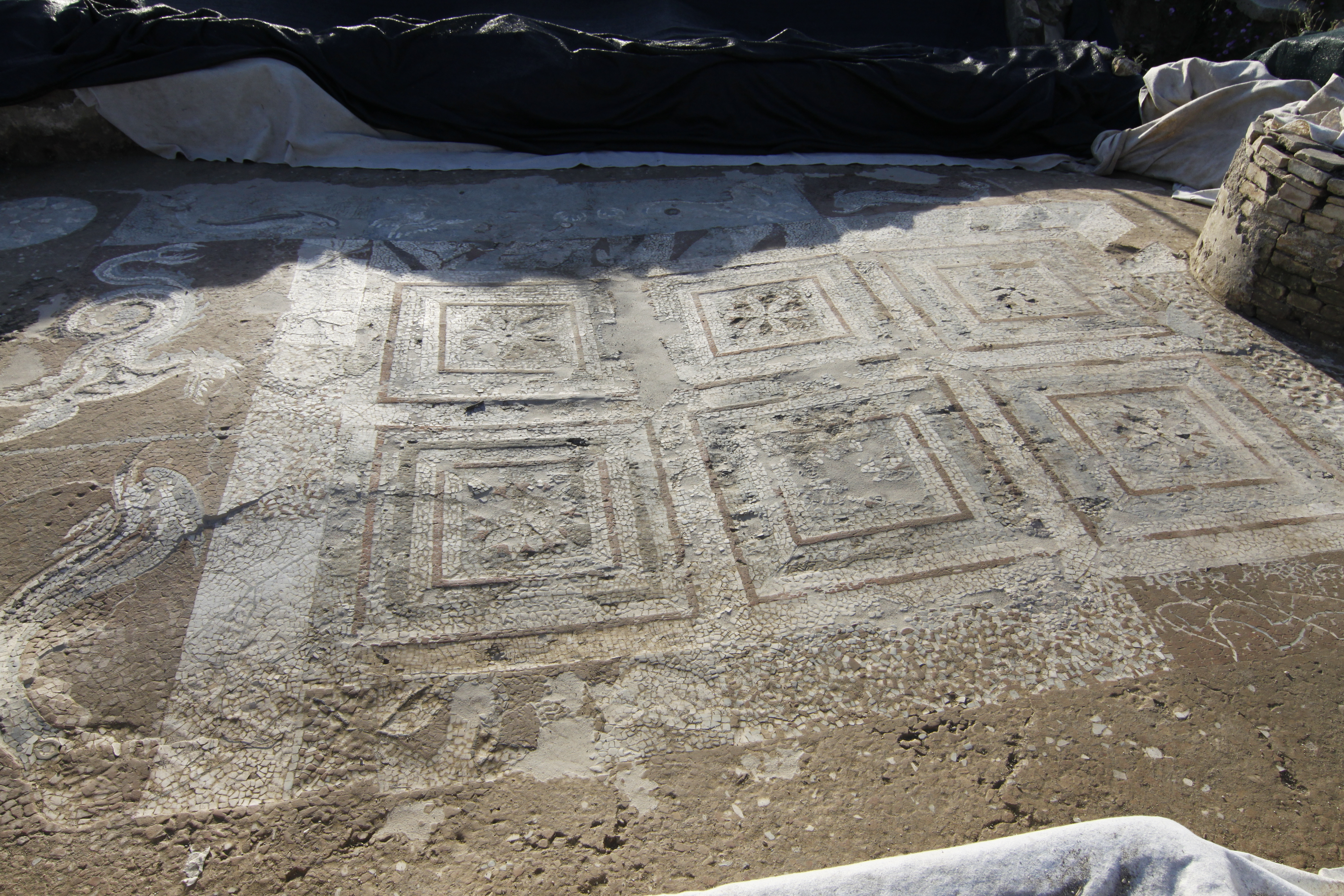
Les mosaïques des thermes de Kaulon.

Selon une tradition locale, le nom de Kaulon dériverait de celui de son mythique fondateur Kaulo, héros de la guerre de Troie et fils de l'amazone Clete, la nourrice de la reine Penthésilée. Il existe pourtant d'autres versions, dont celle de Strabon, selon laquelle Kaulon viendrait de aulonia ou vallonia qui signifie « profonde vallée », et celle de Francesco de Sanctis (1817-1883) qui émet l'hypothèse que le nom de la ville dériverait en fait de kaulos qui signifie tronc d'arbre.
Il existe deux hypothèses relatives à la fondation de la ville de Kaulon. Selon la première, émise par Strabon et Pausanias le Périégète, elle aurait été fondée par des Achéens menés par Tifone, originaire de la ville d'Aigion dans le Péloponnèse. La seconde hypothèse est plus moderne et selon celle-ci, Kaulon aurait été une colonie de la puissante cité de Crotone, au centre de la Grande-Grèce,. Un fait important s'oppose pourtant à la dernière hypothèse, les fouilles archéologiques concordent pour dater la création de la cité au VIIe siècle av. J.-C. alors que l'influence de la cité de Crotone sur le reste de Grande-Grèce, correspondant à son apogée, date du VIe siècle av. J.-C..
Entre 675 et 650 av. J.-C., Kaulon est conquise par la cité de Crotone pour prévenir d'éventuelles attaques de la ville de Locri Epizefiri au sud du fleuve Sagra (anciennement Turbolo).
Kaulon était délimitée au nord par le Sagra où eut lieu au VIe siècle av. J.-C. la bataille de la Sagra qui opposa la cité de Crotone, au nord de celle-ci, à la cité de Locri Epizefiri, au sud de celle-ci. Pendant cette bataille, Kaulon est alliée à la cité de Crotone et est donc défaite par Locri et Rhêgion qui prennent la ville en causant un très grand nombre de morts.
Au IVe siècle av. J.-C., Kaulon compte 10 000 habitants et s'étend sur près de 47 hectares.
En 389 av. J.-C., la ville de Kaulon est battue par une alliance entre les Lucaniens et le tyran de Syracuse Denys l'Ancien. Une grande partie des habitants de la ville sont alors déportés en Sicile dans les villes de Syracuse et Pietraperzia, tandis que le territoire de Kaulon est totalement cédé à la cité voisine de Locri Epizefiri. La ville est ensuite recréée par Denys le Jeune, fils de Denys l'Ancien, mais elle est prise par Hannibal Barca pendant la deuxième guerre punique. Elle devient définitivement une colonie romaine en 205 av. J.-C. après que le consul Quinto Fabio Massimo l'a conquise.
Des sources littéraires d'origine grecque affirment que la cité de Kaulon possédait un port à doubles accostages à l'embouchure de la fiumara d'Assi et qu'elle était une cité pratiquant le commerce de bois. De plus, elle était riche en matières premières, dont la pierre, le magnésium, le sel, l'or et le plomb. Elle aurait également été un centre pour la production manufacturée en métal et en terre cuite.
Selon Strabon, la ville est progressivement abandonnée à partir de 277 av. J.-C. et jusqu'au Ier siècle à cause d'incursions barbares et la population se transfère en Sicile où elle fonde une seconde Kaulon.
Pendant l'époque romaine, Kaulon apparait comme étape sur l’Itinerarium Maritimum, qui fait partie de l'Itinéraire d'Antonin, sous le nom de Stilida.

## Le site archéologique

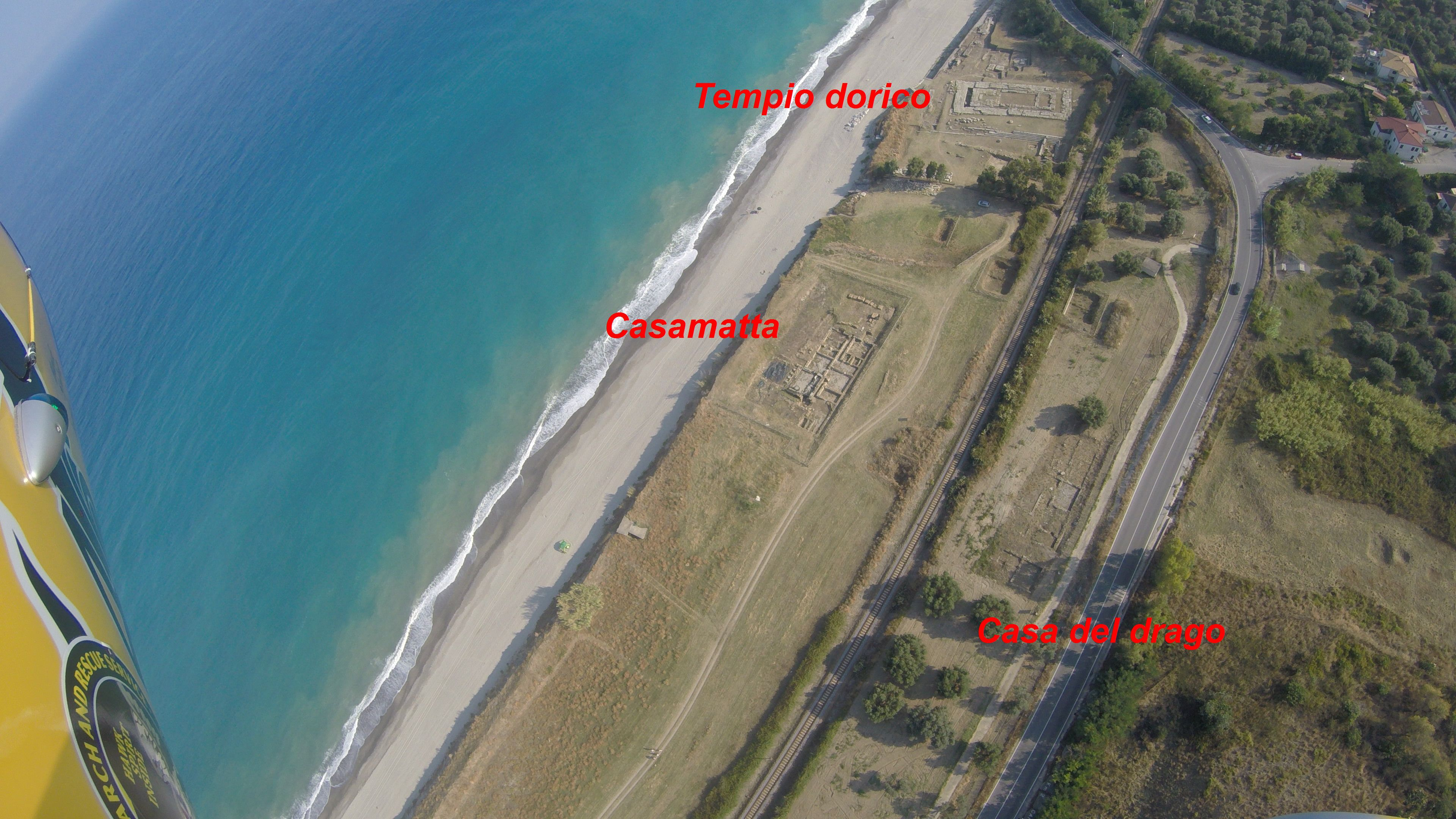
Kaulon d'en haut (2016)

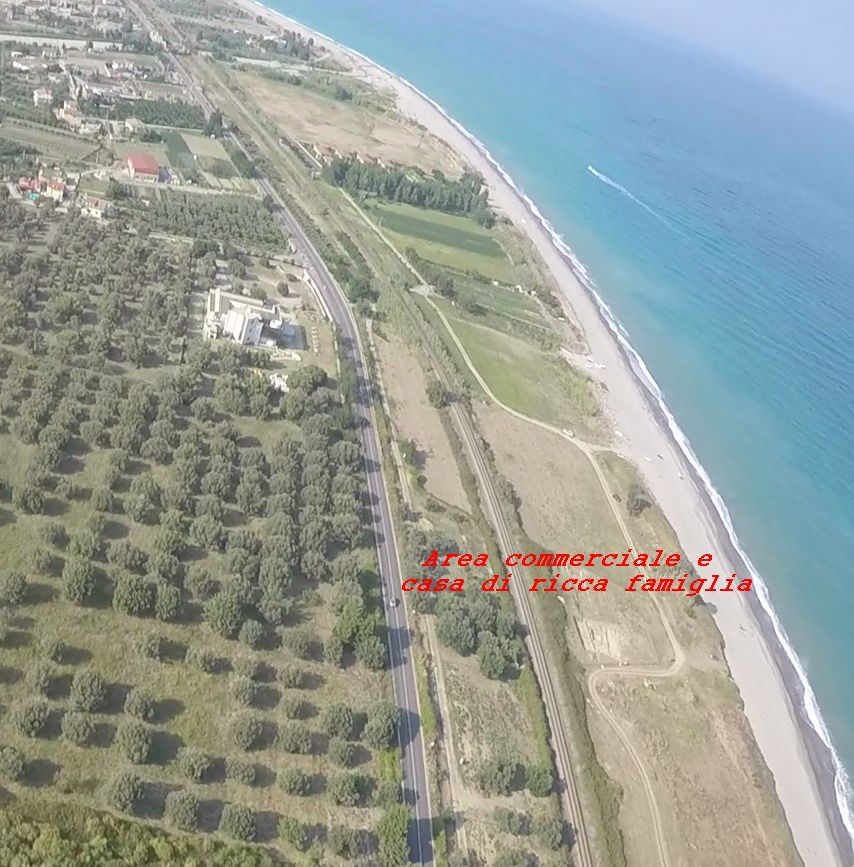
Kaulon d'en haut et le musée (2016)

La cité de Kaulon était entourée de murailles dont certaines parties sont encore visibles. Dans le centre urbain de la ville grecque ont été retrouvées les bases et les fondations d'un temple dorique datant de 450 av. J.-C. de 6 colonnes en largeur et 14 colonnes en longueur et qui s'étend sur une aire de 41,20 × 18,20 mètres. La toiture de cet édifice se composait de tuiles en marbre de Paros originaire des Cyclades.
Les murailles de la ville, dont on a retrouvé des tours à base rectangulaire et des portes, correspondent à quatre phases distinctes : la première va du VIIe siècle av. J.-C. au VIe siècle av. J.-C., la seconde date de la fin du VIe siècle av. J.-C., la troisième du Ve siècle av. J.-C. et la quatrième du IVe siècle av. J.-C. au IIIe siècle av. J.-C..
Une partie de la cité de Kaulon est aujourd'hui située sous la mer Ionienne. En 1982, pendant une expédition sur les fonds marins de la commune de Monasterace on individualisa des colonnes grecques à 50 mètres de profondeur.
Au sud-ouest de la cité, à 200 mètres des murailles, se trouve le sanctuaire grec de la Passoliera qui a été découvert par Paolo Orsi. De nombreux vestiges y ont été trouvés, dont des tessons de terre cuite de la fin du VIe siècle av. J.-C. au milieu du Ve siècle av. J.-C., et qui se trouvent aujourd'hui au musée national de la Grande-Grèce de Reggio de Calabre. On y trouve aussi de la céramique du VIIIe siècle av. J.-C., quelque temps avant la création de la cité par les Achéens, ce qui laisse supposer une occupation archaïque des lieux. De plus, sur la colline du Phare à Punta Stilo, à quelques centaines de mètres du site archéologique actuel, les vestiges d'un temple archaïque ont été découverts, bien que celui-ci a laissé très peu de traces.
Toujours sur le territoire de Monasterace, au lieu-dit de Fontanelle, ont été retrouvés les vestiges d'une villa romaine datant du Ier siècle av. J.-C. au IVe siècle. À 8 kilomètres du site de Kaulon, dans la commune de Camini au lieu-dit Jeritano, une tombe grecque datant de 350 av. J.-C. a été individualisée. Elle est aujourd'hui conservée au musée national de la Grande-Grèce. La zone de sa découverte à Camini est aujourd'hui considérée comme une des nécropoles de Kaulon.

## Les fouilles

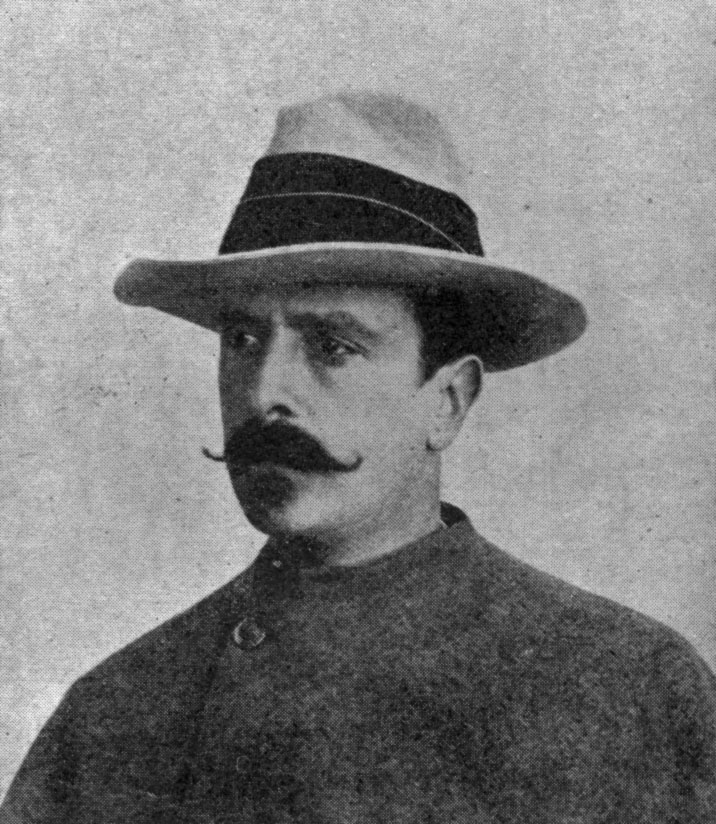
Photographie de Paolo Orsi.

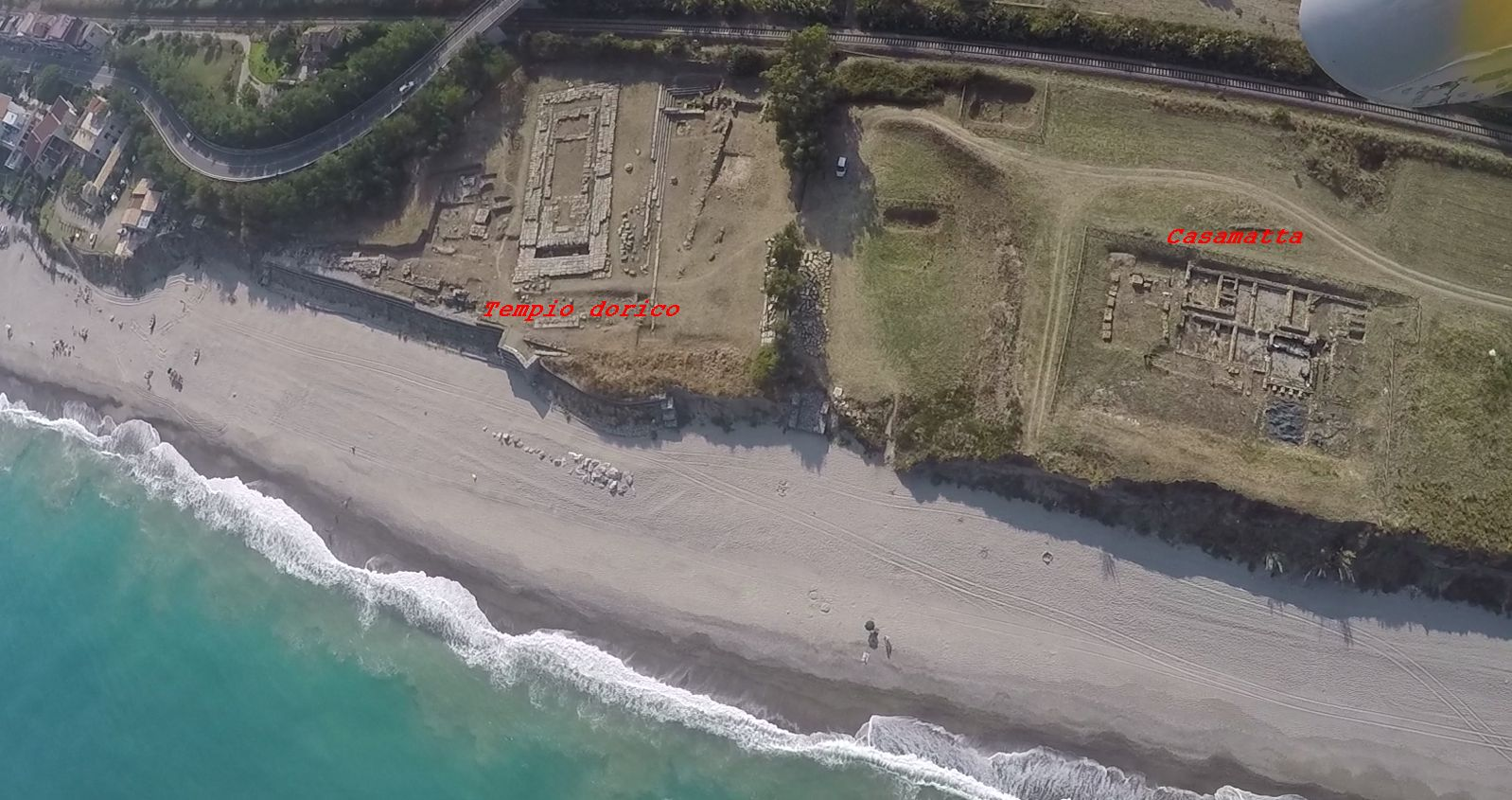
Kaulon d'en haut (2016)

Les premières fouilles du site sont effectuées de 1911 à 1913 par l'archéologue Paolo Orsi, qui avait découvert Kaulon et qui était à l'époque le Directeur de la Surintendance des Biens Archéologiques de Calabre et également le cofondateur du musée national de la Grande-Grèce.
La structure de la ville grecque laissait supposer l'existence d'un centre urbain principal, entouré de murailles et situé au niveau de la mer. À l'intérieur du centre se trouvait un temple dorique dont il est aujourd'hui possible de voir les fondations.
Selon les études effectuées par des archéologues dont Orsi, la construction de ce temple aurait été dirigée par des maîtres de Syracuse. En effet, le calcaire utilisé était en grande partie originaire de la Sicile. L'aire se trouvant devant le temple, aujourd'hui recouverte par l'avancée de la mer Ionienne, était occupée par le centre habité, ce qui est prouvé par les vestiges grecs qui y ont été retrouvés et qui témoignent de la lente érosion de la côte.
Les fouilles plus récentes menées depuis 1999 par l’École normale supérieure de l'Université de Pise ont permis de mettre au jour une bonne partie des sanctuaires urbains de Kaulon auxquels appartient le temple dorique. De nombreux autres édifices de grandes et petites dimensions ont été découverts ou individualisés grâce à l'étude systématique des matériaux architecturaux retrouvés. Ces découvertes ont permis de mieux comprendre la vie de ce sanctuaire depuis sa création au milieu du VIIe siècle av. J.-C. jusqu'à la première décennie du IIIe siècle av. J.-C. Des études plus modernes permettent maintenant de savoir que le temple n'a pas été construit avec du matériel de Sicile mais avec des pierres d'extraction locale.
Un deuxième centre de grande importance de la cité de Kaulon était situé sur le mont Tersinale. On y trouve de nombreuses favissæ, des restes de frontons ornés de têtes de lions ainsi que des acrotères provenant des différentes phases de construction d'un petit temple.
Les vestiges archéologiques découverts sur les lieux sont pour la plupart exposées au musée national de la Grande-Grèce de Reggio de Calabre. Un musée archéologique est aussi ouvert dans la commune même de Monasterace, à proximité du site. Parmi les pièces maîtresses de la collection qui s'y trouve, on remarque deux mosaïques représentant des dragons et dont une couvre une aire de 25 m2, ce qui en fait la plus grande mosaïque hellénistique d'Italie du Sud.
Le financement de la conservation des mosaïques au musée de Monasterace se fait à travers des donations et du mécénat, le principal étant celui d'un groupe d'étudiants de l'Institut Amerigo Vespucci de Vibo Valentia qui restaurent la mosaïque principale à eux seuls après avoir fait un don de 5 000 euros.

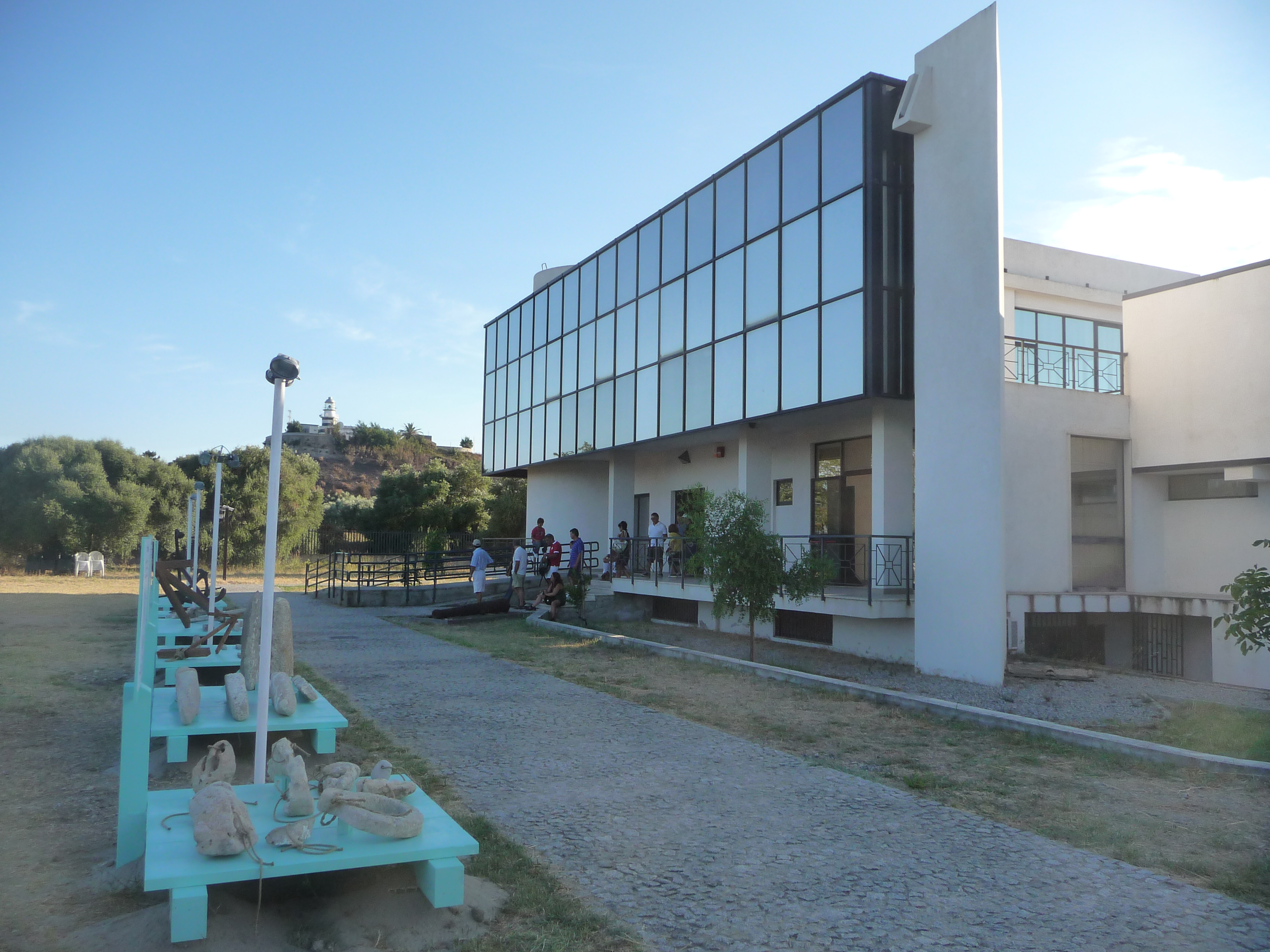
Musée de Monasterace.
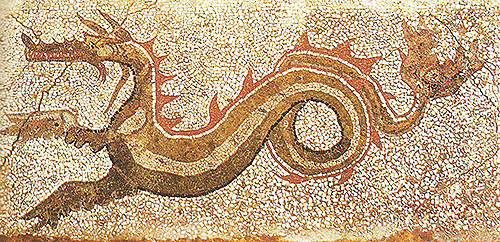
Mosaïque du dragon de Kaulon.
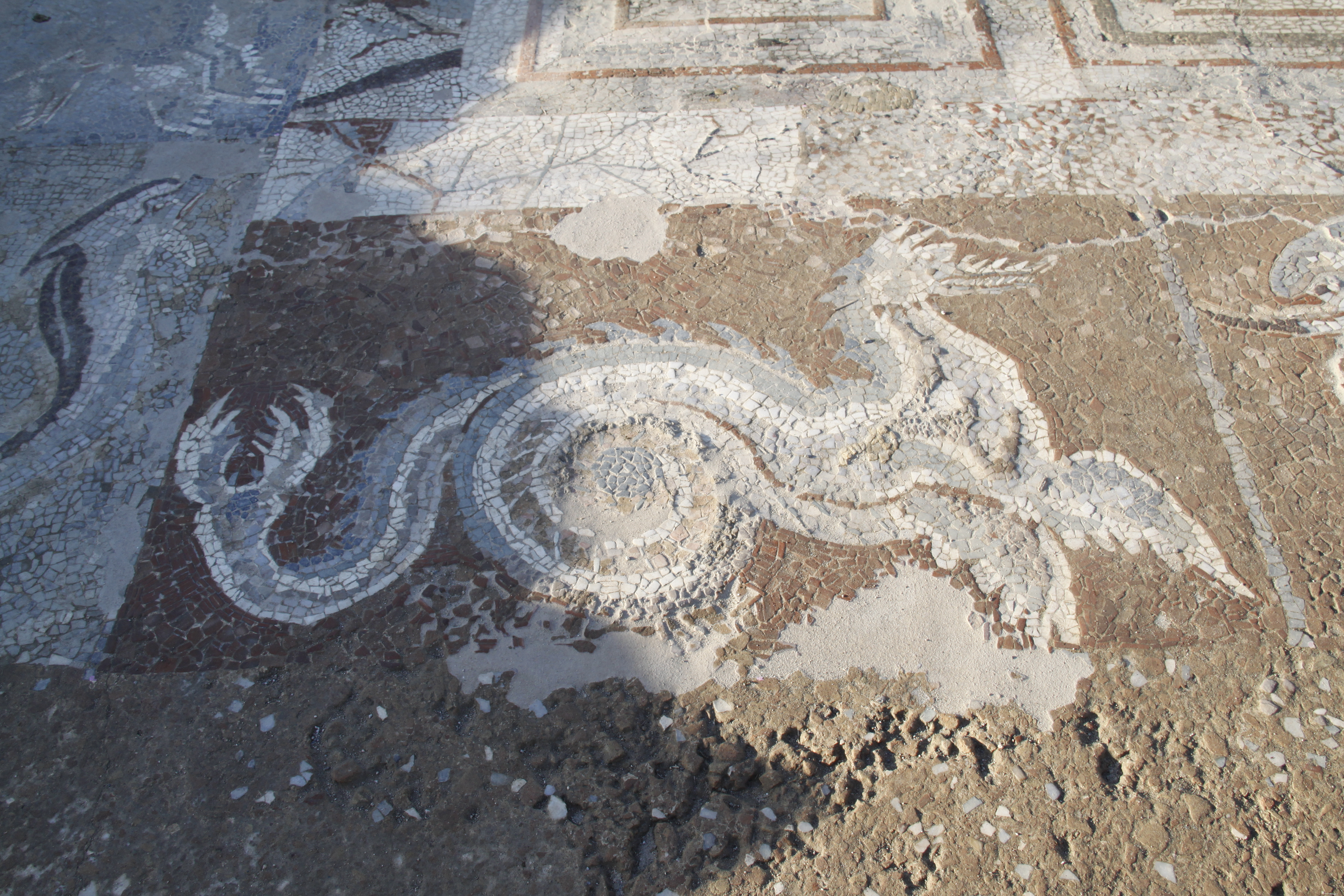
Autre mosaïque aux thermes de Kaulon.
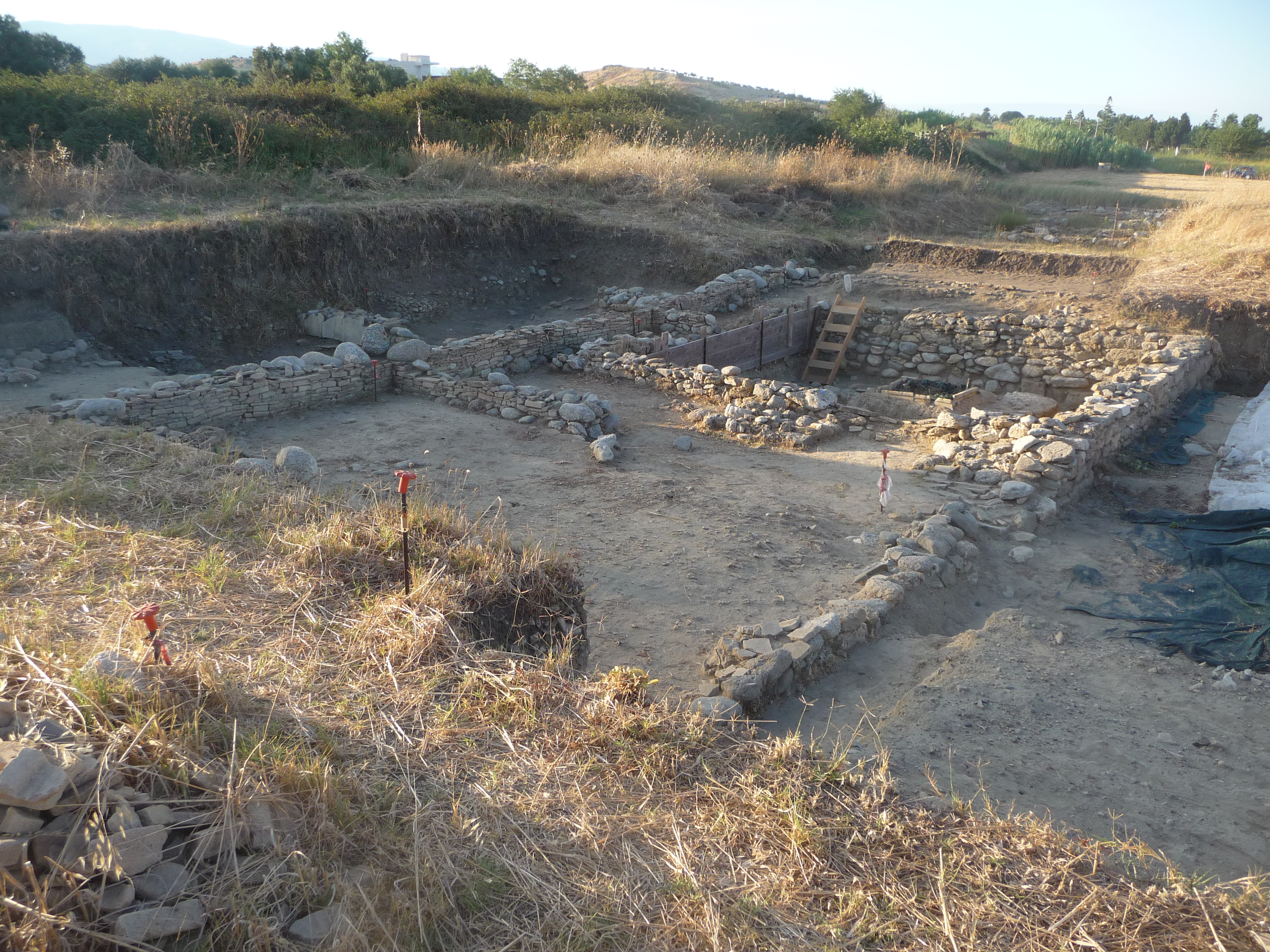
Kaulon en 2010.
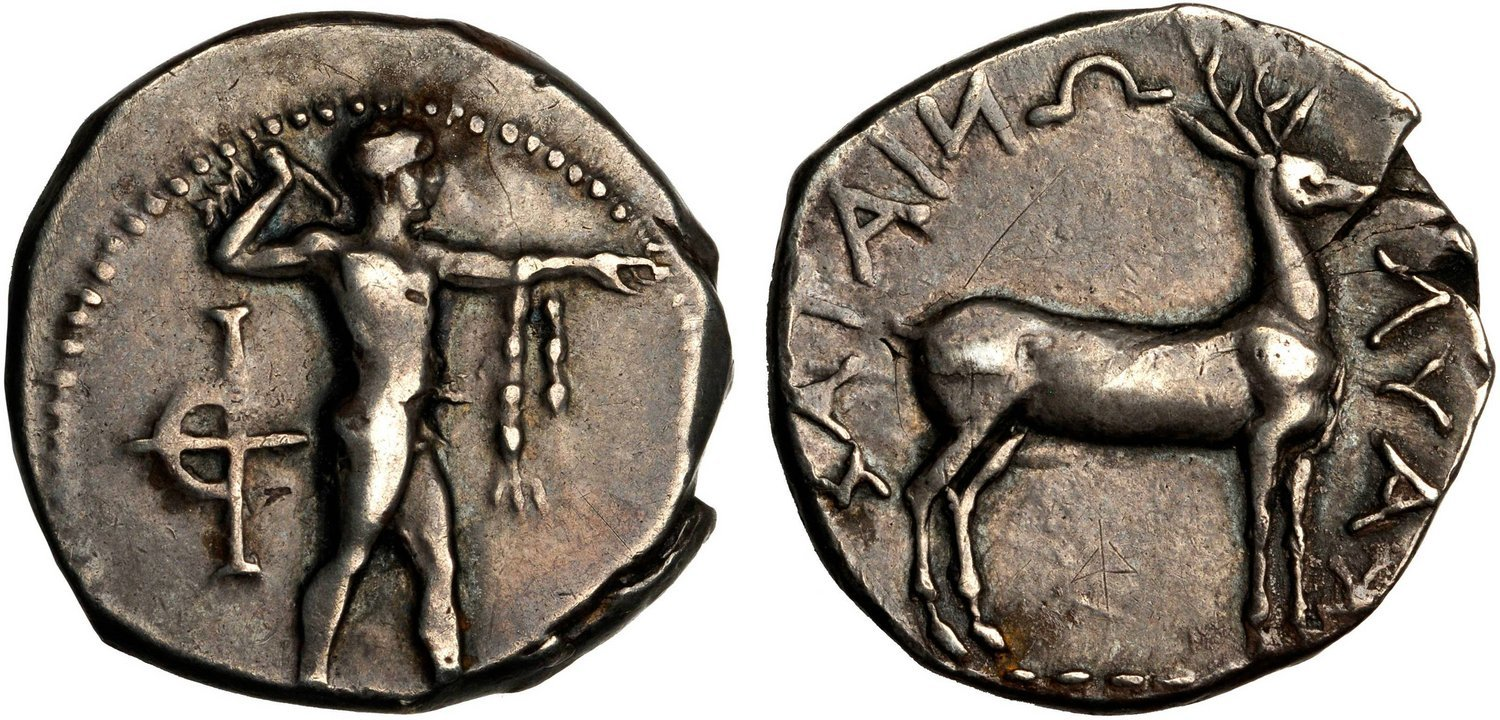
Statères d'argent de Kaulon.

## Risques d'inondation

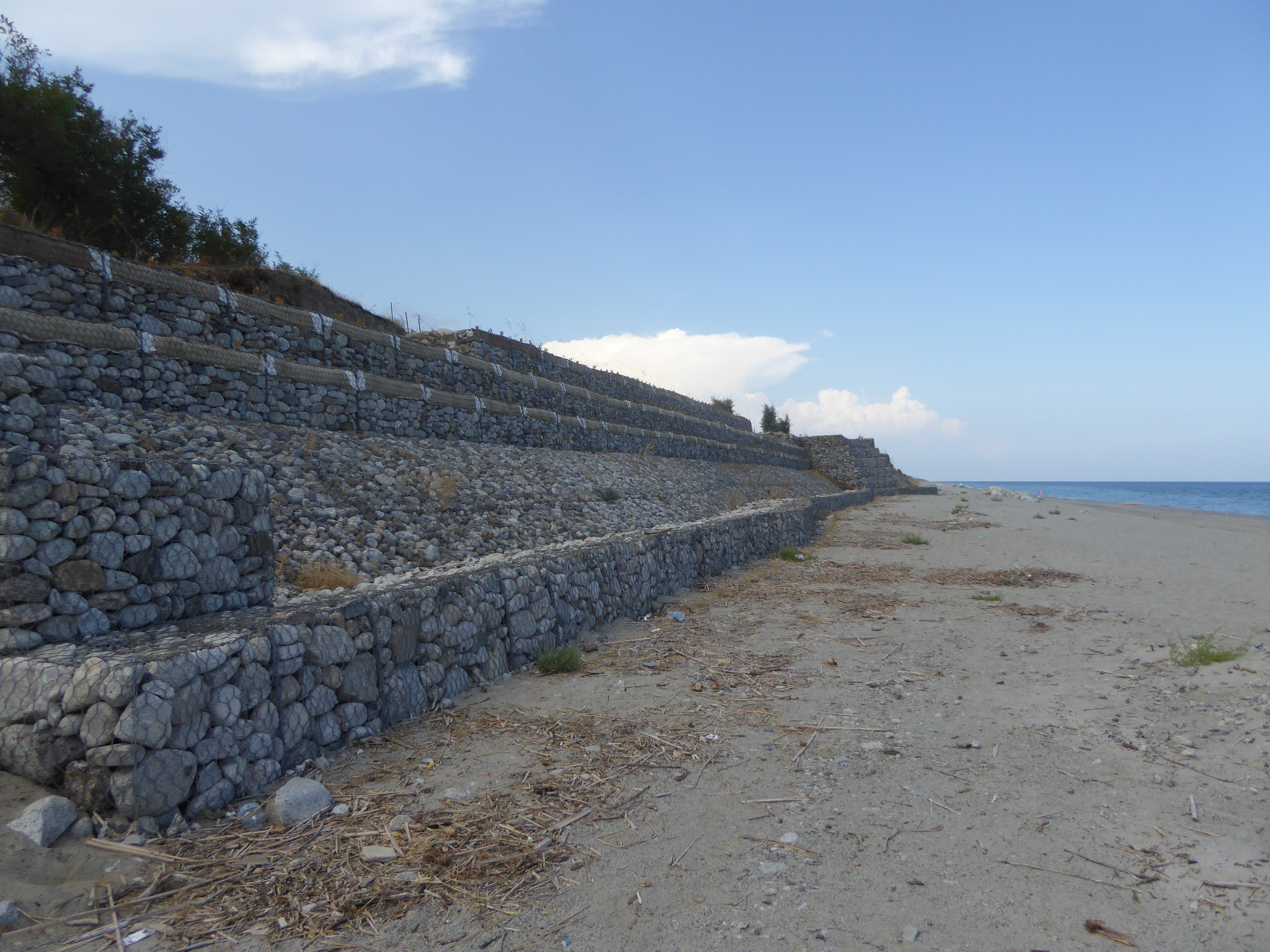
Mur de protection contre la mer.

En décembre 2013, les vestiges de la casemate et une partie des ruines de Kaulon situées sur le littoral ont été abimés par le mauvais temps et la mer agitée qui a inondé les terres les plus proches, qui ne possédait alors aucune protection contre les intempéries. La Surintendance des Biens Archéologiques de Calabre et la commune de Monasterace ont alors fait une demande de financement pour un parc archéologique d'une valeur d'un million et demi d'euros qui reste encore aujourd'hui, en 2015, sans réponse. La province de Reggio de Calabre fait alors savoir son intention de donner 2,5 millions d'euros pour la construction de sécurités et de protections autour du site archéologique.
Le 2 février 2014, le ministère des Biens et Activités culturels et du Tourisme annonce un financement de 300 000 euros à la Surintendance des Biens Archéologiques de Calabre pour une intervention urgente de mise en sûreté du site avec la construction de murs de protection contre l'avancée de la mer Ionienne.

## Expositions
En 2010 a été effectuée une exposition auprès de l'université de Florence nommée Spigolando tra gli archivi qui était accompagnée d'un court-métrage sur Kaulon : A scuola di archeologia seguendo le orme di Paolo Orsi a Caulonia (« L'école d'archéologie selon Paolo Orsi à Kaulon »). De décembre 2013 à mars 2014 a lieu une exposition entièrement consacrée à Kaulon : Kaulon, la cité de l'amazone Clete à Florence auprès du Musée National d'Archéologie de Toscane.
Pendant l'Exposition universelle de 2015 à Milan, est montrée dans le Pavillon de l'Italie du 14 au 21 août 2015 une reconstruction virtuelle par stéréoscopie de la Maison du Dragon de Kaulon. Cette exposition virtuelle avait été réalisée par l'université de Calabre dans la province de Cosenza.